# Lista de condados de Massachusetts

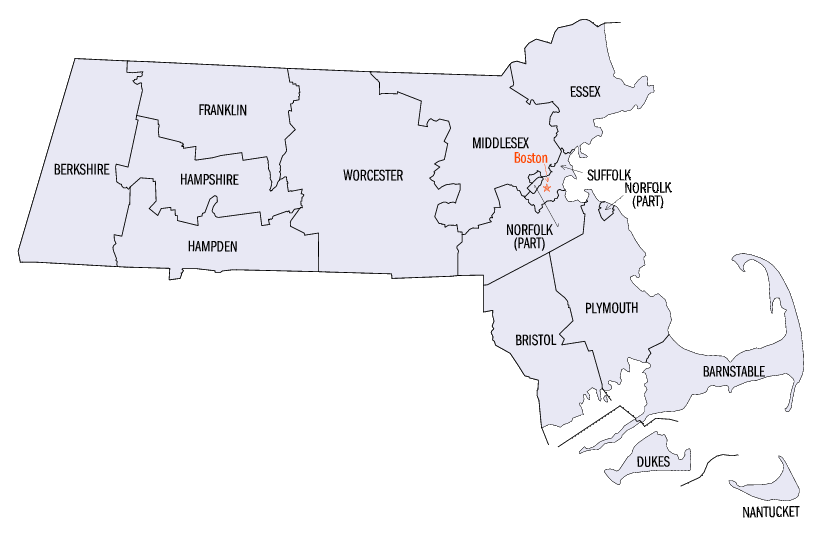

O estado norte-americano de Massachusetts possui um total de 14 condados:

## B
- Barnstable
- Berkshire
- Bristol

## D
- Dukes

## E
- Essex

## F
- Franklin

## H
- Hampden
- Hampshire

## M
- Middlesex

## N
- Nantucket
- Norfolk

## P
- Plymouth

## S
- Suffolk

## W
- Worcester